# Aeroporto Internacional Dr. António Agostinho Neto
Aeroporto Internacional Dr. António Agostinho Neto, também chamado de Aeroporto Internacional de Bom Jesus do Cuanza, é o novo aeroporto internacional para a Região Metropolitana de Luanda e, consequentemente, para a cidade de Luanda, a capital angolana. 
O sítio aeroportuário está a cerca de 40 km a sudeste do centro da capital, no território do município de Bom Jesus do Cuanza, na província de Ícolo e Bengo. Com capacidade para 15 milhões de passageiros por ano, foi projectado para acolher aeronaves de grande porte como o Airbus A380.
O novo aeroporto foi idealizado pelo então Presidente de Angola, José Eduardo dos Santos, que lançou a primeira pedra sobre a construção do mesmo. A construção do aeroporto teve o seu início em 2013 e custou aos cofres do estado angolano um total de 2,5 mil milhões de euros. A obra teve o seu início através de uma parceria público-privada, que foi desfeita em 2017, e daí em diante o estado angolano assumiu o projecto como um investimento público, com um financiamento da China de 1,2 mil milhões de euros. Foi inaugurado no dia 10 de novembro de 2023 pelo Presidente da República de Angola João Lourenço.
Deveria ter começado a operar com voos domésticos em fevereiro de 2024, e em junho de 2024 com voos internacionais, no entanto só teve o primeiro voo comercial a 10 de novembro de 2024, com destino a Cabinda. A segunda fase, com voos para as cidades do Soyo, Dundo, Saurimo e Luena, arrancou em dezembro, enquanto a terceira fase, com ainda mais ligações domésticas, assim como voos regionais para a República do Congo (Brazavile) e República Democrática do Congo (Quinxassa), deveria ter arrancado a 1 de fevereiro de 2025. Em maio de 2025, ainda não tinham sido transferidos os voos comerciais internacionais para o novo aeroporto, tendo sido apontada a nova data de outubro desse ano.

## Antecedentes
Desde o fim da guerra civil em 2002, Angola está em crescimento económico acelerado. Para atender ao crescimento e permitir o aumento drástico nas redes de logística em Angola, a construção de um novo aeroporto internacional de grande porte era inevitável.

## Projecto
O Aeroporto Internacional Dr. António Agostinho Neto está inserido numa área total de 75 quilómetros quadrados, com duas pistas paralelas e com um volume de carga anual de 130 mil toneladas.
A pista norte tem 4 200 metros de comprimento, enquanto a pista sul tem 3 800 metros; ambas terão 60 metros de largura. A data de entrada em serviço estava inicialmente prevista para 2010, mas as obras foram consideravelmente atrasadas. Os custos de construção, que foram inteiramente pré-financiados pela China, foram inicialmente estimados em torno de 300 milhões de dólares americanos.
Quando em pleno funcionamento, o aeroporto contará com infraestruturas complementares, tais como lojas, galpões, restaurantes, escritórios, bem como hotéis nas proximidades. Para garantir uma ligação rodoviária viável com Luanda, a estrada EN-230, que liga Luanda a Malanje, que passa por Viana e Catete, será alargada, dado que está sujeita a engarrafamentos quase constantes. O projecto também inclui a construção de uma ligação ferroviária com a capital, o Ramal do Aeroporto, bem como a Estação Ferroviária do Aeroporto, que liga-se ao terminal final do  Caminho de Ferro de Luanda, a Estação Ferroviária do Bungo.
O projecto foi quase exclusivamente executado por trabalhadores chineses, razão pela qual houve protestos da população local no início da construção, havendo distúrbios ocasionais que levaram a polícia e militares a intervir. A população considerava-se prejudicada pela prática chinesa e reclamava para si uma participação activa na construção.

## Instalações

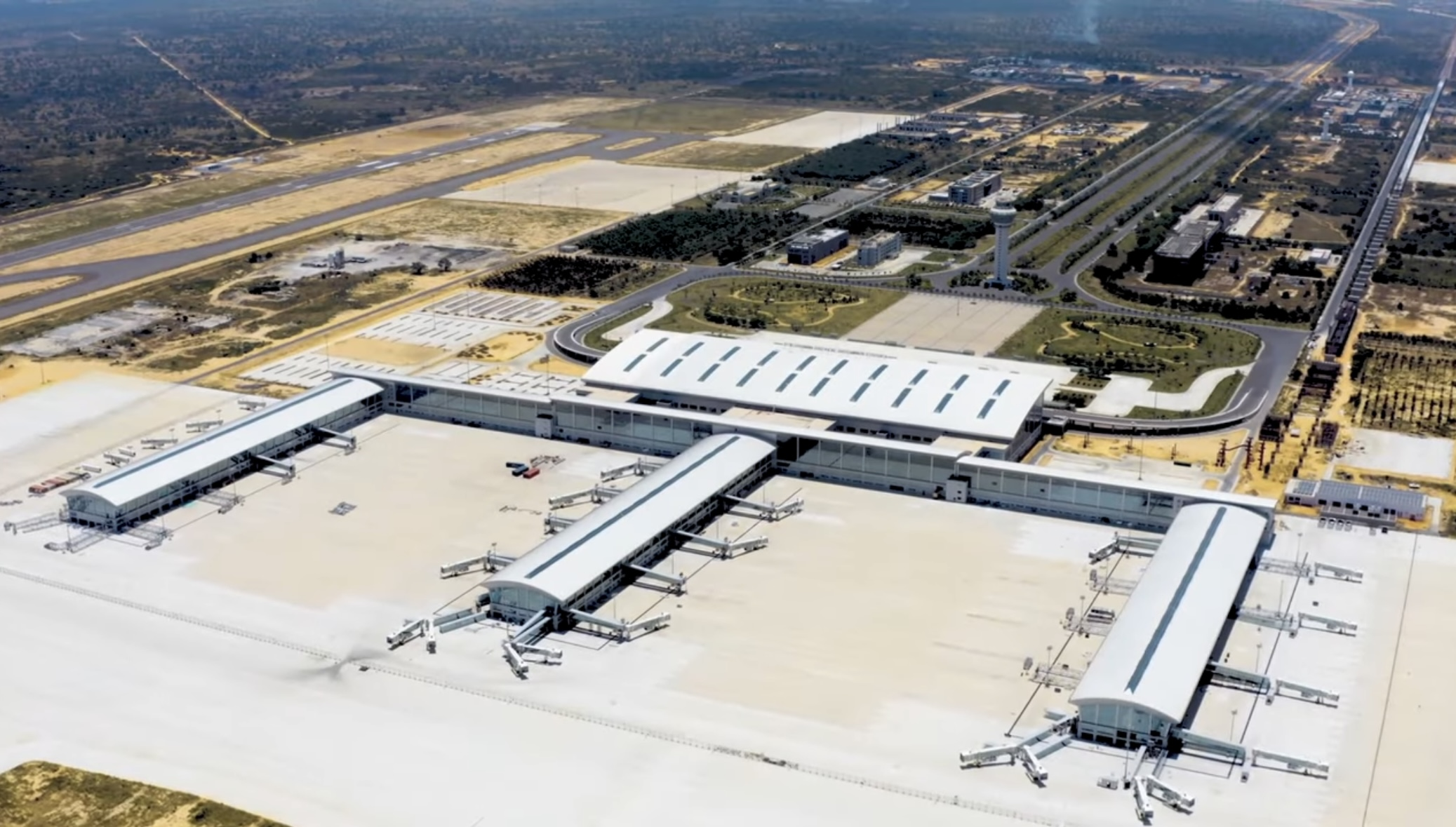
Terminal principal

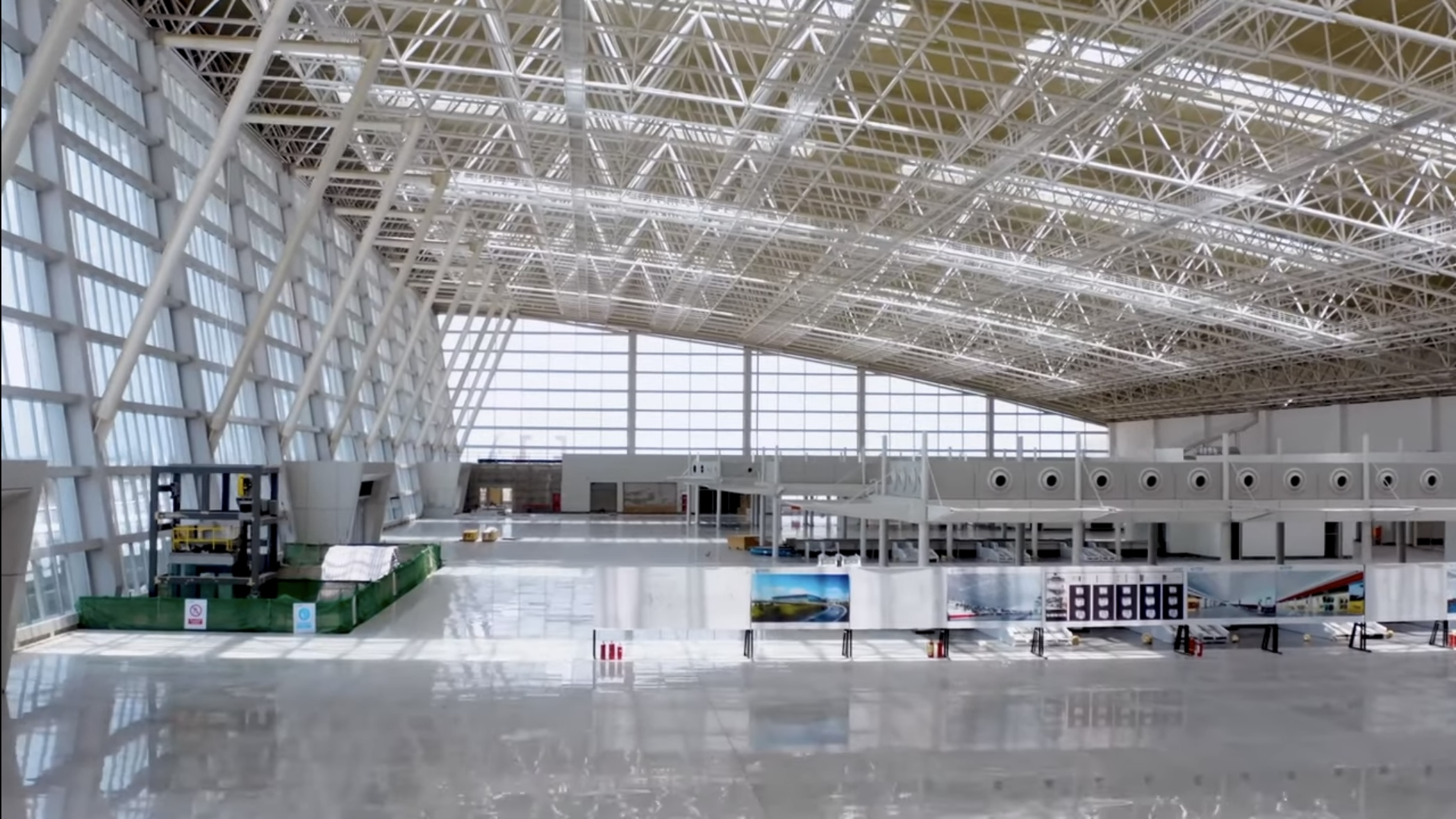
Sala de check-in

A instalação tem uma área total de 43 hectares, composta por duas pistas modernas e três edifícios terminais. 